# Durand
Durand je priimek več oseb:
- Alan Algeron Marion Durand, britanski general
- Charles-Alexandre Léon Durand Linois, francoski admiral
- Maurice-Georges-Constant Durand, francoski general
- Paul Durand-Ruel, francoski trgovec z umetninami
- Pierre-Servais Durand, francoski general
- glej tudi Kevin Durant, ameriški košarkar